# Lista dos condes de Artésia
Os condes de Artésia governaram o Condado de Artésia desde o século IX até a abolição do condado em 1790 pela Revolução Francesa.

## Lista dos condes de Artésia
De 898 a 1180 , Artésia esteve sob o controlo da Flandres, pelo que se deve incluir também os condes da Flandres que governaram durante esse período.

### Casa da Flandres

Brasão de Armas dos Condes da Flandres

| #  | Nome         |  | Início do governo       | Fim do governo          | Cognome(s)        | Notas                                           |
| -- | ------------ |  | ----------------------- | ----------------------- | ----------------- | ----------------------------------------------- |
| 1  | Balduíno I   |  | 898                     | 10 de Setembro de 918   | O Calvo           |                                                 |
| 2  | Arnulfo I    |  | 10 de Setembro de 918   | 28 de Março de 965      | O Grande, O Velho | Governa conjuntamente com o filho, Balduíno II. |
| 3  | Balduíno II  |  | 958                     | 1 de Janeiro de 962     | O Jovem           | Governa conjuntamente com o pai, Arnulfo I.     |
| 4  | Arnulfo II   |  | 28 de Março de 965      | 30 de Março de 987      |                   |                                                 |
| 5  | Balduíno III |  | 30 de Março de 987      | 30 de Maio de 1035      | O Barbudo         |                                                 |
| 6  | Balduíno IV  |  | 30 de Maio de 1035      | 1 de Setembro de 1067   | O Piedoso         |                                                 |
| 7  | Balduíno V   |  | 1 de Setembro de 1067   | 17 de Julho de 1070     |                   |                                                 |
| 8  | Arnulfo III  |  | 17 de Julho de 1070     | 22 de Fevereiro de 1071 | O Desafortunado   | Faleceu em batalha.                             |
| 9  | Roberto I    |  | 22 de Fevereiro de 1071 | 13 de Outubro de 1093   | O Frísio          |                                                 |
| 10 | Roberto II   |  | 13 de Outubro de 1093   | 5 de Outubro de 1111    | O Cruzado         |                                                 |
| 11 | Balduíno VI  |  | 5 de Outubro de 1111    | 17 de Julho de 1119     |                   | Não teve descendência.                          |

### Casa de Estridson
| #  | Nome     |  | Início do governo   | Fim do governo     | Cognome(s) | Notas                        |
| -- | -------- |  | ------------------- | ------------------ | ---------- | ---------------------------- |
| 12 | Carlos I |  | 17 de Julho de 1119 | 2 de Março de 1127 | O Bom      | Primo-irmão de Balduíno VII. |

### Casa de Normandia

Brasão da Normandia com os dois leopardos de ouro

| #  | Nome        |  | Início do governo  | Fim do governo      | Cognome(s) | Notas                  |
| -- | ----------- |  | ------------------ | ------------------- | ---------- | ---------------------- |
| 13 | Guilherme I |  | 2 de Março de 1127 | 28 de Julho de 1128 |            | Bisneto de Balduíno V. |

### Casa de Metz

Brasão de armas da Alsácia

| #  | Nome        |  | Início do governo      | Fim do governo         | Cognome(s) | Notas                                          |
| -- | ----------- |  | ---------------------- | ---------------------- | ---------- | ---------------------------------------------- |
| 14 | Teodorico I |  | 28 de Julho de 1128    | 17 de Janeiro de 1168  |            |                                                |
| 15 | Filipe I    |  | 17 de Janeiro de 1168  | 18 de Setembro de 1180 |            |                                                |
| 16 | Isabel      |  | 18 de Setembro de 1180 | 1189                   |            | Governa conjuntamente com o esposo, Filipe II. |

### Dinastia capetiana

Brasão de armas da Dinastia capetiana

| #  | Nome        |  | Início do governo      | Fim do governo        | Cognome(s)       | Notas                                       |
| -- | ----------- |  | ---------------------- | --------------------- | ---------------- | ------------------------------------------- |
| 17 | Filipe II   |  | 18 de Setembro de 1180 | 14 de Julho de 1223   | A Dádiva de Deus | Governa conjuntamente com a esposa, Isabel. |
| 18 | Luís I      |  | 14 de Julho de 1223    | 8 de Novembro de 1226 | O Leão           | Também rei da Inglaterra de 1216 a 1217     |
| 19 | São Luís II |  | 8 de Novembro de 1226  | 1234                  | São Luis         | Canonizado por Bonifácio VIII em 1297.      |

### Casa de Valois

Brasão de armas da Casa de Artésia

| #  | Nome          |  | Início do governo      | Fim do governo         | Cognome(s) | Notas |
| -- | ------------- |  | ---------------------- | ---------------------- | ---------- | ----- |
| 20 | Roberto I/III |  | 1234                   | 8 de Fevereiro de 1250 | O Bom      |       |
| 21 | Roberto II/IV |  | 8 de Fevereiro de 1250 | 11 de Julho de 1302    | O Nobre    |       |

### Casa de Artésia

Brasão de armas da Casa de Valois

| #  | Nome          |  | Início do governo   | Fim do governo        | Cognome(s) | Notas |
| -- | ------------- |  | ------------------- | --------------------- | ---------- | --- |
| 22 | Matilde       |  | 11 de Julho de 1302 | 28 de Outubro de 1329 |            | |
| 23 | Roberto III/V |  | 11 de Julho de 1302 | 28 de Outubro de 1329 |            | Herdeiro legítimo do Condado, privado de herdá-lo pela tia Matilde. Uma vez que não existia o direito de representação em Artésia, Matilde se apossou do Condado, já que era sanguineamente mais próxima do conde anterior do que Roberto, que era seu neto. |

### Casa de Ivrea
| #  | Nome    |  | Início do governo     | Fim do governo        | Cognome(s) | Notas                                   |
| -- | ------- |  | --------------------- | --------------------- | ---------- | --------------------------------------- |
| 24 | Joana I |  | 28 de Outubro de 1329 | 21 de Janeiro de 1330 |            | Também Condessa da Borgonha (1315-1330) |

### Dinastia capetiana
| #  | Nome        |  | Início do governo      | Fim do governo         | Cognome(s) | Notas |
| -- | ----------- |  | ---------------------- | ---------------------- | ---------- | --- |
| 25 | Joana II    |  | 21 de Janeiro de 1330  | 15 de Agosto de 1347   |            | Governa conjuntamente com o seu esposo, Odo I. Filha de Filipe II e Joana II. Também Condessa da Borgonha (1330-1347) e Duquesa consorte da Borgonha (1318-1347). |
| 26 | Odo I       |  | 21 de Janeiro de 1330  | 15 de Agosto de 1347   |            | Governa conjuntamente com a sua esposa, Joana III. Também Duque da Borgonha (1315-1350). Também conde da Borgonha.                                                |
| 27 | Filipe III  |  | 15 de Agosto de 1347   | 21 de Novembro de 1361 |            | Neto de Odo I e Joana III. Também Duque da Borgonha (1350-1361). Também condessa da Borgonha.                                                                     |
| 28 | Margarida I |  | 21 de Novembro de 1361 | 9 de Maio de 1382      |            | Governa sozinha. Também Condessa da Borgonha. |

### Casa de Dampierre
| #  | Nome         |  | Início do governo     | Fim do governo        | Cognome(s) | Notas |
| -- | ------------ |  | --------------------- | --------------------- | ---------- | --- |
| 29 | Luís III     |  | 9 de Maio de 1382     | 30 de Janeiro de 1384 |            | Filho de Margarida I. Também Conde da Flandres, Conde de Nevers, Rethel e Duque de Brabante(1382-1383)                                                                                        |
| 30 | Margarida II |  | 30 de Janeiro de 1384 | 21 de Março de 1405   |            | Governa conjuntamente com o seu esposo, Filipe IV. Também Condessa da Borgonha(1330-1347), Condessa da Flandres, Duquesa consorte da Borgonha, Condessa de Auvergne e da Bolonha (1357-1361). |

### Casa de Valois
| #  | Nome      |  | Início do governo      | Fim do governo         | Cognome(s)  | Notas                                                                           |
| -- | --------- |  | ---------------------- | ---------------------- | ----------- | ------------------------------------------------------------------------------- |
| 31 | Filipe IV |  | 30 de Janeiro de 1384  | 27 de Abril de 1404    | O Bravo     | Governa conjuntamente com a sua esposa, Margarida II. Também duque da Borgonha. |
| 32 | João      |  | 21 de Março de 1405    | 10 de Setembro de 1419 | O Sem Medo  |                                                                                 |
| 33 | Filipe V  |  | 10 de Setembro de 1419 | 15 de Junho de 1467    | O Bom       |                                                                                 |
| 34 | Carlos II |  | 15 de Junho de 1467    | 5 de Janeiro de 1477   | O Temerário |                                                                                 |
| 35 | Maria     |  | 5 de Janeiro de 1477   | 27 de Março de 1482    | A Rica      | Casou-se com Maximiliano I, que governou o condado em conjunto com a esposa.    |

### Casa de Habsburgo
| #  | Nome                 |  | Início do governo      | Fim do governo         | Cognome(s) | Notas |
| -- | -------------------- |  | ---------------------- | ---------------------- | ---------- | --- |
| 36 | Maximiliano          |  | 5 de Janeiro de 1477   | 27 de Março de 1482    |            | Esposo e Co-governante de Maria. Também Sacro Imperador Romano-Germânico.                                                                                  |
| 37 | Filipe VI            |  | 27 de Março de 1482    | 25 de Setembro de 1506 | o Belo     | |
| 38 | Carlos III           |  | 25 de Setembro de 1506 | 16 de Janeiro de 1556  |            | Dividiu o seu Império: deu para Filipe II os Países Baixos, as Coroas de Castela, Aragão, e Sicília e a Borgonha; o Sacro Império foi dado para Fernando I |
| 39 | Filipe VII           |  | 16 de Janeiro de 1556  | 13 de Setembro de 1598 | O Prudente | |
| 40 | Isabel Clara Eugénia |  | 13 de Setembro de 1598 | 13 de Julho de 1621    |            | |
| 41 | Alberto de Áustria   |  | 13 de Setembro de 1598 | 13 de Julho de 1621    | O Pio      | Esposo e co-governante de Isabel Clara Eugénia. |
| 42 | Filipe VIII          |  | 31 de março de 1621    | 1659                   | O Grande   | Filipe III de Portugal; durante o seu reinado ocorreu a Restauração Portuguesa                                                                             |

## 
1. ↑  Fernandes, Ivo Xavier (1941). Topónimos e Gentílicos. I. Porto: Editora Educação Nacional, Lda.

- Este artigo foi inicialmente traduzido, total ou parcialmente, do artigo da Wikipédia em francês cujo título é «Liste des comtes d'Artois».